# 610
Năm 610 trong lịch Julius.